# クワトロチェント
1400年から1499年までのイタリアの文化・芸術に関する出来事を総称してクワトロチェント (英：Quattrocento, 伊：Quattrocento)と呼ばれている。クワトロチェントとはイタリア語で400のことであり、1400年(millequattrocento) に由来している。 クワトロチェントに含まれる芸術様式は中世後期 (最も有名なものは国際ゴシック)、初期ルネサンス (1425頃に始まる)そして1495年から1500年の間に始まったと言われる盛期ルネサンスが含まれる。

## 歴史的背景
476年に西ローマ帝国が衰退した後、経済と貿易の混乱がヨーロッパ全土に広がった。これが中世初期の始まりであり、貿易が増加し、人口が増加し始め、人々が権威を取り戻すまで、つまり14世紀まで続いた。
中世後期には、ヨーロッパ大陸の政治構造は小規模で不安定な領地から徐々に君主制によって統治されるより大規模で安定した国民国家へと統合されていった。イタリアでは、自衛能力のある商人や貿易業者が主導する中心都市が出現していった。富の尺度は土地に代わって金銭が使われるようになり、農奴から解放奴隷となる者も増加した。中世イタリアの変化と封建制の衰退は、社会的、文化的、経済的な変化の道を開いた。
クアトロチェントは、中世からイタリアルネサンス時代への過渡期と見なされており、主にローマ、フィレンツェ、ミラノ、ヴェネツィア、ナポリの各都市で起こった。この時代はコンスタンティノープルがオスマン帝国に陥落した時期であり、同時期に中央アジアで展開したティムール朝ルネサンス時代(ウルグ＝ベク君主期の文化・芸術分野の隆盛）と比較される。

## クアトロチェントの様式の発展
クアトロチェントの芸術は、ビザンチン芸術やキリスト教のゴシック様式の装飾的なモザイク、ステンドグラス、フレスコ画、装飾写本、彫刻の様式から脱却を遂げた。代わって、芸術家たちは古代ローマやギリシャの芸術に倣って古典的な形式を取り入れた。

## イタリアのクアトロチェント芸術家一覧
クアトロチェントはルネサンスの一部と重なるため、特定の芸術家がクアトロチェントまたはルネサンスと分けるのは正確な言い方ではない。後代の分類に過ぎず、当時の芸術家たちはおそらく自分たちを特定の流派や時代の一員であるとは認識していなかっただろう。
- アンドレア・デル・カスターニョ
- アンドレア・デル・ヴェロッキオ
- アンドレア・デッラ・ロッビア
- アンドレア・マンテーニャ
- アントネロ・ダ・メッシーナ
- アントニアッツォ・ロマーノ
- アントニオ・デル・ポッライオーロ
- アントニオ・ロッセリーノ
- ベノッツォ・ゴッツォリ
- ベルトルド・ディ・ジョバンニ
- カルロ・クリヴェッリ
- コズメ・トゥーラ
- デジデーリオ・ダ・セッティニャーノ
- ドメニコ・ディ・バルトロ
- ドメニコ・ギルランダイオ
- ドメニコ・ヴェネツィアーノ
- ドナテッロ
- エルコレ・デ・ロベルティ
- フィリッポ・ブルネレスキ
- フィリッポ・リッピ
- フラ・アンジェリコ
- フランチェスコ・デル・コッサ
- フランチェスコ・ディ・ジョルジョ・マルティーニ
- フランチェスコ・スクアルチオーネ
- ジェンティーレ・ベッリーニ
- ジェンティーレ・ダ・ファブリアーノ
- ジョヴァンニ・ベリーニ
- ジョヴァンニ・ディ・パオロ
- ヤコポ・デ・バルバリ
- ヤーコポ・ベッリーニ
- ヨース・ファン・ワッセンホフ
- レオナルド・ダ・ヴィンチ
- ロレンツォ・ギベルティ
- ルカ・デッラ・ロッビア
- ルカ・シニョレッリ
- ルチアーノ・ラウラーナ[3]
- マサッチオ
- マソリーノ
- メロッツォ・ダ・フォルリ
- ミケランジェロ・ブオナローティ
- パオロ・ウッチェロ
- ペドロ・ベルゲーテ
- ピエロ・デラ・フランチェスカ
- ペルジーノ
- サンドロ・ボッティチェリ
- サセッタ
- トロソ・ダ・モンツァ
- ベッキエッタ
- ヴィットーレ・カルパッチョ
- ヴィットリオ・クリヴェッリ

また、ラファエロ・サンティの父であるジョヴァンニ・サンティがウルビーノ公爵に捧げた詩の一部として同時期に作成した、15 世紀の著名な画家 27 名のリストも参照のこと。

## 参照
- ドゥエチェント – 13世紀頃のイタリア文化
- トレチェント – 14世紀頃のイタリア文化
- チンクエチェント – 16世紀頃のイタリア文化
- セイチェント – 17世紀頃のイタリア文化
- セッテチェント – 18世紀頃のイタリア文化
- オットチェント – 19世紀頃のイタリア文化
- ノヴェチェント – 20世紀頃のイタリア文化